# Puerta de San Esteban
La puerta de San Esteban es una puerta de la ciudad española de Burgos.

## Descripción
La puerta debe el nombre a la iglesia de San Esteban, en cuyas inmediaciones se encuentra. Aparece descrita en las Memorias históricas de Burgos y su provincia (1913) de Isidro Gil y Gavilondo con las siguientes palabras:

Está emplazada en el punto más alto de la Ciudad, muy cercana al magnífico templo parroquial erigido en honor de San Esteban protomartir, de quien recibe el nombre. Su proximidad al histórico castillo y a la puerta de las Corazas—hoy desaparecida por completo—diéronla mucha importancia en otros lejanos tiempos; pero su fama y valía estaban bien justificadas por su hermosa traza y su interesante construcción como tipo acabado del estilo mudéjar. El gran arco de herradura se abre en el centro del monumento, flanqueado por dos esbeltas torres de planta cuadrada que se unen por una graciosa galería de seis arcos redondos de ladrillo por la fachada que mira a la población y por un paramento bien aspillerado en la parte que dá al campo o cerro de San Miguel. Construído con piedra de mampostería, dibujánse muchas hiladas por medio de verdugadas de ladrillo, de las cuales algunas trazan sencillas formas geométricas denunciando este detalle su origen oriental o las influencias de estilos exóticos, ya que no pueda decirse lo mismo de sus arcos peraltados y reentrantes, conocidos en España mucho antes de la invasión sarracena. Todos los ángulos aparecen revestidos de ladrillo, no solo en las dos torres antes mencionadas, sino también en el perfil y grueso de los dos grandes arcos, uno de entrada y otro de salida, y en la bóveda interior cuya techumbre es también de dicho material.
(Gil y Gavilondo, 1913, pp. 127-128)

El 3 de junio de 1931, según un decreto del Ministerio de Instrucción Pública y Bellas Artes, la puerta quedó declarada monumento histórico-artístico perteneciente al Tesoro Nacional.